# Шалан Сен Виктор
Шалан Сен Виктор је насеље у Италији у округу Долина Аосте, региону Долина Аосте.
Према процени из 2011. у насељу је живело 586 становника. Насеље се налази на надморској висини од 789 м.

## Становништво
Према резултатима пописа становништва 2011. у општини је живело 611 становника.
| 1951. | 1961. | 1971. | 1981. | 1991. | 2001. | 2011. |
| ----- | ----- | ----- | ----- | ----- | ----- | ----- |
| 728   | 664   | 576   | 550   | 536   | 586   | 611   |